# تبجيل

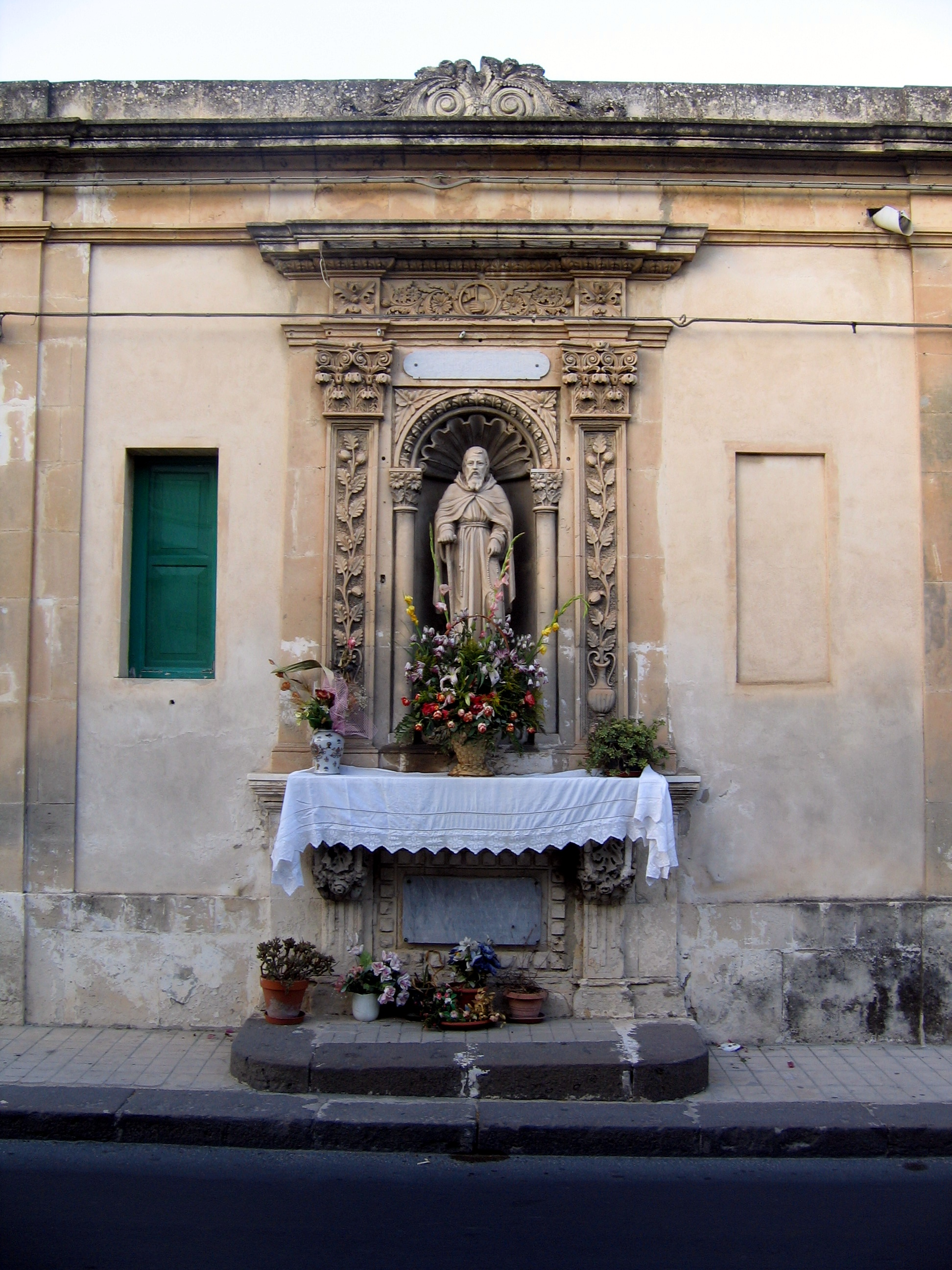
تبجيل في نوتو القديس كونراد من بياتشنزا (سان كورادو)

تبجيل (لغة لاتينية veneratio، لغة يونانية δουλεία، douleia)، أو تبجيل القديسين، هو عمل خاص لتكريم القديس، وهوالشخص الذي يتميز بامتلاكه قدرًا كبيرًا من القدسية أو القداسة. وتحظى الملائكة بتبجيلٍ مماثل في العديد من الديانات. ولغويًّا، فإن فعل (يبجل) مشتق من الفعل اللاتيني، venerare، ويعني التقدير بشيءٍ من التوقير والاحترام. ويمارس فعل تبجيل القديسين، سواء رسميًّا أو غير رسميٍّ، أنصار بعض مذاهب جميع الديانات الكبرى ومنها المسيحية واليهودية والهندوسية والإسلام والبوذية.
ففي المسيحية، تمارس جماعات هذا التبجيل مثل الكنيسة الأرثوذكسية الشرقية، والكنيسة الرومانية الكاثوليكية، والكنائس الكاثوليكية الشرقية، ولكلٍّ من هذه الكنائس درجات متفاوتة من أساليب التقديس أو التمجيد. وفي بعض الطوائف المسيحية، يظهر التبجيل خارجيًّا من خلال الركوع بكل احترام أو عمل علامة الصليب أمام أيقونة قديس، أو أمام قطع أثرية تخصه، أو أمام نصب له، أوعن طريق القيام برحلة حج إلى مواقع ترتبط بقديسين. واعتبرت طوائف معارضة للأيقونات أن ممارسة التبجيل من الهرطقة.
وفي الديانة اليهودية، لا يوجد اعتراف تقليدي أو رسمي بالقديسين، إلا أنه يوجد تاريخ طويل من التوقير للأبطال والشهداء التوراتيين. ومع ذلك يوجد في بعض المناطق، مثل اليهودية في المغرب، تقليد قديم واسع الانتشار لتبجيل القديس.
أما الهندوسية، فلديها تقليد قديم من تبجيل القديسين، ويُظهر الهندوس هذا التبجيل تجاه غوروات مختلفين ومعلمي القدسية، الأحياء منهم والأموات. وتضم مذاهب بوذية عبادة طقوسية رسمية للقديسين، بالإضافة إلى أن بوذية ماهايانا تصنف درجات من القدسية.
أما في الإسلام، فتمارس طوائف مثل طائفة الشيعة والصوفية تبجيل الأولياء، وفي أنحاء كثيرة من جنوب شرق آسيا، إلى جانب «الإسلام الشعبي», والذي يضم في كثير من الأحيان معتقدات وممارسات محلية. في حين تمقُت طوائف أخرى هذه الممارسة، مثل أهل السنة والجماعة والوهابيين.

## وصلات خارجية
- ON THE INVOCATION, VENERATION, AND RELICS, OF SAlNTS, AND ON SACRED IMAGES. Roman Catholic teaching from the Council of Trent (1545–63)
- "Dulia" from the Catholic Encyclopedia (1911)
- a Catholic defense of Latria and Dulia[وصلة مكسورة] a defense of the Catholic teachings of Latria and Dulia by Catholic apologist William Albrecht who covers the Biblical terms in their religious usage in the Bible